# Ácido pirolenhoso
O ácido pirolenhoso também conhecido como "Extrato Pirolenhoso" ou "vinagre de madeira" é um produto milenar na cultura japonesa, obtido através da condensação da fumaça proveniente da carbonização da madeira, durante a produção de carvão vegetal.

## Obtenção
Para a obtenção do Extrato pirolenhoso pode se utilizar qualquer material vegetal, como madeiras desde o Eucalipto (Eucalyptus sp), o Bambu (Bambusa vulgaris var. vittata, B. vulgaris, B. tuldoides, Dendrocalamus giganteus e Guadua angustifolia) ou madeiras nativas, sendo preferível espécies provenientes de reflorestamento, a captação da fumaça reduz os problemas de poluição ambiental causado pelas carvoarias.
O ácido pirolenhoso ou vinagre de madeira é obtido pela condensação da umidade da fumaça que sai pela chaminé que passa através de um condensador (tubos de destilação) como resultado da combustão / queima. Esse líquido resultante é chamado de vinagre de madeira cru. Como resultado de um tempo de repouso, o óleo presente neste líquido se separa acima da parte aquosa e o alcatrão afunda. Um líquido de cor mel claro se acumula na camada do meio. Esse líquido é o vinagre de madeira refinado.
As características da madeira influenciam na qualidade do vinagre, que pode ser composto por álcool, metanol, acetona e aromas florais em um vinagre de madeira bem refinado. Algumas empresas produzem vinagre de madeira quimicamente e seu cheiro é realmente amargo e alcatroado. Se sua cor for clara e seu aroma consistir em álcool e aromas florais, significa que é um vinagre de madeira de boa qualidade e refinado.
Consiste principalmente de componentes de acetona, ácido acético e metanol e contém cerca de 200 substâncias orgânicas. Contém cerca de 80% a 90% de água.
Também podemos chamar o vinagre de madeira de carvão bioativo líquido.
É levemente tóxico para peixes e muito tóxico para plantas se as proporções não forem seguidas. Portanto, é usado diluindo-o na proporção de 1:500 ou 1:200.
Aproximadamente 2-7 litros de vinagre de madeira / ácido pirolenhoso são produzidos a partir da queima de um volume de aproximadamente 200 litros de madeira por 12-15 horas de queima e destilação. A quantidade varia dependendo da dureza da madeira.
Árvores diferentes produzem vinagre de madeira com propriedades diferentes. Há inclusive uma diferença entre o uso de diferentes partes da mesma árvore, como a casca e a madeira do cerne ou da raiz. Por isso é recomendado que o vinagre de madeira seja feito com madeiras ou materiais orgânicos locais.

## Utilização
Embora o uso do vinagre de madeira seja encontrado em registros escritos que datam de 2000 anos, sabe-se que ele tem sido produzido e usado desde os tempos antigos. É especialmente comum no Japão. Foi usado ativamente em todos os lugares nas antigas civilizações egípcia, grega e chinesa. Ele tomou seu lugar em práticas médicas antigas para o tratamento de várias doenças. Sabe-se que há áreas muito antigas de uso na bacia amazônica. Considerando que o primeiro lugar onde o carvão bioativo foi usado foi a bacia amazônica, podemos supor que o vinagre de madeira foi usado ativamente lá.
O vinagre de madeira tem sido amplamente utilizado na agricultura desde a década de 1930. Os Ministérios da Agricultura de alguns países estabelecem grupos de trabalho e conduzem pesquisas científicas sobre coleta de dados e critérios de uso. Também é um produto muito bom para agricultura orgânica certificada. Seria muito útil produzir vinagre de madeira para renda adicional em instalações que produzem carvão.
Na Agricultura Natural é conhecido e utilizado como condicionador do solo, bioestimulante vegetal, indutor de enraizamento, repelente de insetos, "também usado como potencializador de herbicidas diminuindo o uso de produtos químico, já que tem ação dilatadora dos poros da planta com isso a dosagem do herbicida pode ser reduzida a metade porem o efeito vai ser dobrado, experiencia de campo Diogo Grosselli" contribuindo com a diminuição do uso de agroquímicos na agricultura convencional.
Segundo Gurkan Yeniceri, os benefícios do vinagre de madeira:
- é apoiado pelos ministérios da agricultura de diferentes países, especialmente para seu uso na agricultura orgânica certificada, segundo  fontes encontradas da Austrália, Tailândia, China, alguns estados dos EUA e América do Sul.
- tem contribuições positivas para o desenvolvimento de raízes, caules, tubérculos como batatas, e o desenvolvimento de folhas, flores e frutos. Quando foi usado pela primeira vez em um pomar, houve uma explosão na quantidade de frutas.
- Não causa nenhum dano a nenhum organismo vivo, desde que os limites não sejam excedidos e o uso não seja exagerado.
- Não causa danos, principalmente, a insetos polinizadores e abelhas.
- Causa um aumento significativo nos valores Brix. Todos os nutrientes do solo passam para os frutos e folhas. Aumenta a fotossíntese. Este evento faz com que os valores nutricionais dos frutos aumentem.
- Aumenta a qualidade da compostagem ao ser adicionado ao processo.
- Equilibra o excesso de nitrogênio no solo, acelera o metabolismo da planta e aumenta o teor de açúcar na fruta.
- Promove a postura de ovos em galinhas.
- É perfeito para tratamento de doenças fúngicas e virais.
- Aumenta a qualidade da carne de bovinos.
- É um pouco prejudicial aos peixes, mas pode ser usado como fertilizante foliar para plantas. Pode ser usado na produção hidropônica controlando o pH.
- Possibilita a redução do uso de fertilizantes em até 50% em locais onde ele é usado na agricultura. O vinagre de madeira usado no solo melhora tanto a vida microbiológica quanto a fotossíntese das plantas.
- É bom para pessoas com doenças do fígado, hepatite, icterícia e câncer de pulmão. Também tem sido usado em doenças como úlceras de pele e úlceras na boca.
- Regula os ácidos estomacais e ajuda no controle de odor corporal.

### Taxas de uso
Segundo Gurkan Yeniceri, as concentrações de uso do vinagre de madeira devem respeitar as seguintes proporções de diluições:
- Suporte e regulador do solo diluindo 1:200 sendo 1 litro por metro quadrado de solo.
- 50 litros de solução preparada diluindo 1:50 podem ser jogados em 8-10 metros cúbicos de composto orgânico.
- Fertilizante foliar para plantas diluindo 1:200 na primeira aplicação e 1:300 nas seguintes.
- Estimulante de germinação para sementes: diluído 1:200 e aplicado nas sementes a serem plantadas durante a noite.
- Repelente para insetos diluindo-o na proporção de 1:20.
-  1:500 se for aplicado em repolhos e 1:300 em milho, ele repelirá insetos e traças.
- Resistência contra nematoides de raiz com soluções de 1:500 para raízes de tomate e soluções de 1:200 para raízes de morango.
- Doenças fúngicas e podridão de raízes em tomates e pepinos com diluição de 1:200.
- Em pimentas, aumenta a transformação de flores em frutos em 1:300.
- Se aplicado em árvores frutíferas diluindo 1:500 ou 1:1000, melhora a qualidade da fruta e aumenta o teor de açúcar.
- Vinagre de madeira diluído na proporção de 1:50 removerá o odor quando borrifado na cama do galinheiro.
- Se usado em ração para aves, gado e ovelhas diluindo 1:200 ou 1:300, tem um efeito benéfico na flora intestinal e garante melhor digestão da ração. Controla a salmonela. Quando as vacas recebem 300 gramas de carvão bioativo somado a 100 gramas de melaço diariamente com vinagre de madeira misturado em sua água de dessedentação, essa combinação reduz as bactérias que produzem gás metano, acelera a digestão e aumenta a quantidade de carne produzida por animal.

## No Brasil
A APAN, Associação de Produtores de Agricultura Natural é uma entidade sem fins lucrativos, fundada em Mairinque no estado de São Paulo em 1990, por um grupo de agricultores liderado pelo Eng.º Agr.º Shiro Miyasaka, com a finalidade de disseminar a agricultura natural no Brasil.
Seu fundador é também o introdutor do uso do Extrato Pirolenhoso no Brasil, tendo sido pesquisador do IAC - Instituto Agronômico de Campinas, após sua aposentadoria, em viagem ao Japão ficou conhecendo os princípios da Agricultura Natural e também as qualidades do extrato.
Extrato devidamente autorizado pela APAN é o Agro Pirolenhoso